# Rances (Zwitserland)
Rances is een gemeente en plaats in het Zwitserse kanton Vaud, en maakt deel uit van het district Jura-Nord vaudois.
Rances telt 440 inwoners.

## Geboren
- Xavier Margairaz (1984), voetballer

## Externe link

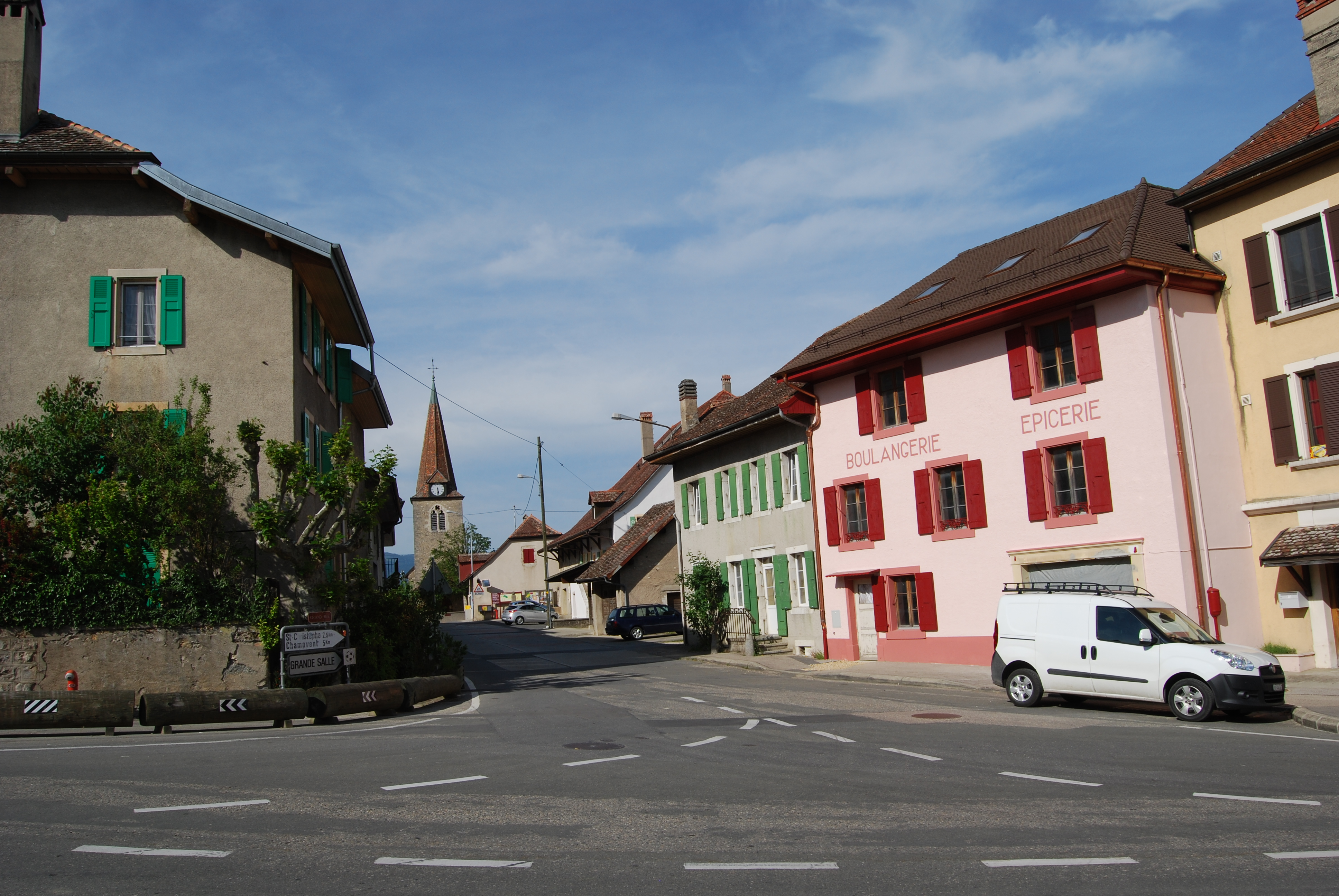
Rances